# Puyméras
 Puyméras  es una población y comuna francesa, en la región de Provenza-Alpes-Costa Azul, departamento de Vaucluse, en el distrito de Carpentras y cantón de Vaison-la-Romaine.
Está integrada en la Communauté de communes du Pays Voconces.

## Demografía
| 406 | 387 | 414 | 436 | 537 | 610 |
| Para los censos de 1962 a 1999 la población legal corresponde a la población sin duplicidades (Fuente: INSEE [Consultar]) |     |     |     |     |     |